# ゲスト メイプル超合金
『ゲスト メイプル超合金』（ゲスト メイプルちょうごうきん）は、フジテレビオンデマンド (FOD) で2017年3月から配信されているFODオリジナルのバラエティ番組。
同年6月21日より、地上波でも放送されている。放送時間は26時30分から。

## 概要
メイプル超合金の冠番組だが、毎回番組内容が変わり、毎回ゲストとしてメイプル超合金が登場するという新感覚バラエティ。MCも毎回変わり、様々な番組にメイプル超合金がチャレンジしていく。
メイプル超合金の二人が毎回わざと自由に振る舞うことで番組企画をぶち壊し、全てを台無しにするという内容の番組である。

## 出演者

### ゲスト
- メイプル超合金

## 配信日程
| #   | 配信開始日     | サブタイトル                                                      | 出演 |
| --- | -------------- | ----------------------------------------------------------------- | --- |
| 1.  | 2017年3月27日  | 今晩の料理                                                        | 尾身奈美枝 |
| 2.  | 3月27日        | ビックリ！科学キッズ                                              | 哲平サイエンス／せらサイエンス                                                                                                   |
| 3.  | 3月27日        | さと散歩                                                          | 斎藤暁 |
| 4.  | 6月7日         | Go Go English                                                     | DJ TARO |
| 5.  | 6月21日        | 今晩の料理                                                        | 尾身奈美枝 |
| 6.  | 7月5日         | みんなのBOAT                                                      | 白河雪菜 |
| 7.  | 7月19日        | 本気10代話し場                                                    | 10代の若者６名 |
| 8.  | 8月2日         | ぶらランチ                                                        | 谷まりあ／武田あやな |
| 9.  | 8月16日        | ホラーな夜会                                                      | 南部イチヒコ／中沢健／小澤陽子                                                                                                   |
| 10. | 8月30日        | ビックリ！科学キッズ                                              | てっぺいサイエンス／もえサイエンス                                                                                               |
| 11. | 9月13日        | 山本晋也のハシゴで語り酒                                          | 山本晋也 |
| 12. | 9月27日        | 熱血！ファイト塾（前編）                                          | 小松﨑茂聞／榎並大二郎 |
| 13. | 10月11日       | 熱血！ファイト塾（後編）                                          | 小松﨑茂聞／榎並大二郎 |
| 14. | 10月25日       | 今晩の料理                                                        | 尾身奈美枝 |
| 15. | 11月8日        | お仕事体験団                                                      | 竹尾歩美／山本翔太／鈴木唯 |
| 16. | 11月22日       | 芸能人が芸能人にドッキリしかけるぞ！SP                            | 徳光正行／内野泰輔 |
| 17. | 12月6日        | はじめてのかいだし                                                | 榎並大二郎 |
| 18. | 2018年2月18日  | ハッピードライブ！                                                | 鈴木えりか／横山あみ |
| 19. | 3月14日        | ズバッとドクター                                                  | 大竹真一郎／久代萌美 |
| 20. | 3月28日        | 芸能人ドッキリ100連発                                             | 阿佐ヶ谷姉妹／内野泰輔アナウンサー                                                                                               |
| 21. | 4月11日        | 恋してマッチング！（前編）                                        | 金原亜紀／櫻井遥／横堀真里奈 今村慎吾／輿祐樹／菊田高之／小澤陽子                                                                |
| 22. | 4月25日        | 恋してマッチング！（後編）                                        | 金原亜紀／櫻井遥／横堀真里奈 今村慎吾／輿祐樹／菊田高之／小澤陽子                                                                |
| 23. | 5月9日         | 怒りの三銃士                                                      | 植野行雄／内田嶺衣奈 |
| 24. | 5月23日        | 一番売れ残っているモノ当てまshow！                                | 内田嶺衣奈 |
| 25. | 6月6日         | 楽屋挨拶耐久選手権                                                | 岡野陽一／黒田勇樹／伊藤剛臣／増本利男／榎並大二郎                                                                               |
| 26. | 6月20日        | ボタンを早押しクイズ！                                            | 永野／ゆってぃ／榎並大二郎 |
| 27. | 7月04日        | ボケ嗅覚選手権                                                    | 阿佐ヶ谷姉妹／Magura／ACE／南雲穂波／榎並大二郎                                                                                  |
| 28. | 7月18日        | 代読大喜利                                                        | 吉田大吾（POISON GIRL BAND）／榎並大二郎                                                                                         |
| 29. | 8月01日        | 急に呼ばれたので●●抜けてきました                                  | 吉田大吾（POISON GIRL BAND）／平井"ファラオ"光（馬鹿よ貴方は）／ペンギンズ／ローズヒップファニーファニー／チャンス大城／杉原千尋 |
| 30. | 8月15日        | オーダー怪談選手権                                                | 和地つかさ／南部イチヒコ／中沢健／はやせやすひろ（都市ボーイズ）／杉原千尋                                                       |
| 31. | 8月29日        | 幼児にハマれ！殻破り養成塾                                        | 街裏ぴんく／平井“ファラオ”光（馬鹿よ貴方は）／伊藤大地／生野陽子                                                                 |
| 32  | 9月12日        | 「楽屋挨拶耐久選手権」                                            | 関町知弘（ライス）／内野洋平／能登正人／土平ドンペイ／熊野雅清／生野陽子                                                         |
| 33  | 10月10日       | 「持ち時間絶対消化討論」                                          | 山添寛（相席スタート）／あいなぷぅ（パーパー）／榎並大二郎                                                                       |
| 34  | 10月24日       | 「俺たちの価格選手権」                                            | じゅんいちダビッドソン／榎並大二郎                                                                                               |
| 35  | 11月7日        | 「デリバリー勘違い選手権」                                        | ゆってぃ／岡野陽一／小林三十朗／山田隆／久保龍一／乙顔聖加／渡辺和洋                                                             |
| 36  | 11月21日       | 「全食い王」                                                      | 矢巻駿（フカミドリ）／尾身奈美枝／渡辺和洋                                                                                       |
| 37  | 12月5日        | 「変なメガネで運動会」                                            | わらふぢなるお／榎並大二郎 |
| 38  | 12月19日       | 「劇的勝利を演出！ハンデ持ち込み芸人VSカズレーザー クイズ対決！」 | ルシファー吉岡／ともしげ（モグライダー）／榎並大二郎                                                                             |
| 39  | 2019年 1月16日 | 「クイズ！何を作ろうとしたでしょうか？」                          | 流れ星／佐々木麻衣 |
| 40  | 1月30日        | 「安藤なつプロデュース！芸人たちがアイデアを売りにやってきた」    | タイムマシーン3号／虹の黄昏／紺野ぶるま                                                                                          |
| 41  | 2月13日        | 「汚さないで！」                                                  | メイプル超合金／岡野陽一／大川立樹                                                                                               |
| 42  | 2月27日        | 「ビンボメトラー選手権」                                          | 岡野陽一／鈴木もぐら（空気階段）／大川立樹                                                                                       |
| 43  | 3月13日        | 「ヘラスハウス」                                                  | RaMu／野村新成 |
| 44  | 3月27日        | 「目指せリアルアハ体験！！」                                      | はたけ |

## スタッフ
- 企画：下川猛
- 構成：渡辺佑欣[5]
- プロデューサー：柳橋弘紀
- 演出：松尾竜二
- 制作著作：フジテレビ